# وارویک (نیویورک)
وارویک، نیویورک (به انگلیسی: Warwick, New York) یک شهرک در ایالات متحده آمریکا است که در شهرستان اورنج، نیویورک واقع شده‌است.

## خصوصیات
وارویک ۲۷۱٫۶ کیلومترمربع مساحت و ۳۲٬۰۶۵ نفر جمعیت دارد و ۱۶۴ متر بالاتر از سطح دریا واقع شده‌است.